# Satake Yoshiaki
Satake Yoshiaki (佐竹義昭, 1531 - 1565) foi um daimyō japonês do período Sengoku. Ele era o chefe da 17ª geração do clã Satake.

## Vida
Yoshiaki era o filho mais velho de Satake Yoshiatsu.  Ele invadiu as terras do clã Yûki e derrotou um exército aliado Yûki-Ashina.  Algum tempo depois, ele casou sua filha com o jovem Utsunomiya Hirotsuna, que havia sido expulso de seu domínio em Shimotsuke pela família Nasu.  Yoshiaki conseguiu recuperar o domínio de Hirotsuna e estabelecer o último lá por volta de 1557, aumentando no processo o domínio do próprio Satake. No ano seguinte, ele derrotou Oda Ujiharu. 
No ano de 1561 ele se junto com Uesugi Kenshin da província de Echigo e alguns outros daimyõs da região de Kanto, contra o clã Hõjõ, no Cerco de Odawara Castelo (1561) que estava aumentando seu território. Após uma campanha contra o Sôma, a saúde de Yoshiaki começou a piorar e ele entregou a liderança da família a seu filho mais velho Satake Yoshishige em 1562.

## Referência
Texto inicial do Sengoku Biographical Dictionary (samurai-archives.com) FWSeal & CEWest, 2005